# Dipartimento di Tanda
Il dipartimento di Tanda è un dipartimento della Costa d'Avorio situato nella regione di Gontougo, distretto di Zanzan.
La popolazione censita nel 2014 era pari a 77.555 abitanti.
Il dipartimento è suddiviso nelle sottoprefetture di Amanvi, Diamba, Tanda e Tchèdio.